# Sparbanken Alfa
Sparbanken Alfa var en svensk regional sparbank, bildad 1986 av Finnvedens Sparbank, Jönköpings läns sparbank, Länssparbanken Värmland, Sparbanken Gothia och Sparbanken Skaraborg.
Planerna på en fusion presenterades i december 1985. Banken skulle då bli landets största sparbank, något större än Första Sparbanken, med 2 500 anställda och ett verksamhetsområde som innefattade Östergötlands län, Jönköpings län, Gotlands län, Skaraborgs län och Värmlands län. I maj 1986 beslutade bankerna att den nya banken skulle heta Sparbanken Alfa.
Under 1991 gick Sparbanken Alfa och tio andra regionala sparbanker samman i Sparbanksgruppen, som 1992 skulle bilda Sparbanken Sverige med Sparbankernas Bank och Svenska Sparbanksföreningen, som i sin tur blev en del av Föreningssparbanken 1997.